# Hobartiidae
Hobartiidae je malá čeleď brouků vyskytujících se v Austrálii, Chile a Argentině. Brouci této čeledi byli v období mezozoika rozšířeni na území dnešních kontinentů - Austrálie, Antarktidy a Jižní Ameriky. Čeleď byla pojmenována podle města Hobart v Tasmánii.

## Taxonomie
- Rod Hobartius Sen Gupta & Crowson, 1966
  - Hobartius chilensis Tomaszewska & Slipinski, 1995 - Chile
  - Hobartius eucalypti (Blackburn, 1892) - Australia
  - Hobartius newtonorum Tomaszewska & Slipinski, 1995
  - Hobartius niger Tomaszewska & Slipinski, 1995
  - Hobartius tasmanicus Sen Gupta & Crowson, 1966 - Tasmania
- Rod Hydnobioides Sen Gupta & Crowson, 1966
  - Hydnobioides lawrencei Tomaszewska & Slipinski, 1995
  - Hydnobioides pubescens Sen Gupta & Crowson, 1966